# 서울성일초등학교
서울성일초등학교는 대한민국 서울특별시 강동구 성내동에 있는 공립 초등학교이다.

## 학교 연혁
- 1984년 4월 25일 서울성일초등학교 개교
- 1988년 7월 20일 도서실 개관
- 1990년 11월 1일 컴퓨터실 개관
- 1994년 11월 8일 급식시설 완공
- 1999년 12월 21일 도서실 전산화 사업 완료
- 2006년 4월 26일 성일문화체육센터, 정보관 개관
- 2006년 10월 20일 성일 수영부 창단
- 2009년 8월 18일 성일 다이빙부 창단
- 2010년 9월 17일 Wee클래스 개설
- 2012년 8월 30일 도서실 및 실과실 리모델링 완공
- 2017년 3월 1일 제11대 안종인 교장 취임
- 2017년 8월 21일 과학실 환경구축, 주차장 신설, 방송실, 회의실 리모델링
- 2017년 8월 25일 서관 양치대 시설공사, 교문 및 진출입로 환경개선 공사
- 2017년 12월 11일 전 교실 블라인드 교체, 학생용 책걸상 및 교사용 책상 교체
- 2018년 4월 11일 글빛마루 도서관 이전 및 리모델링
- 2018년 9월 1일 서울형 혁신학교 지정
- 2018년 9월 5일 전 교실 칠판 교체
- 2019년 8월 28일 야외교실 및 야외공연장 조성, 운동장 스탠드 환경개선
- 2020년 1월 31일 복도 천장 텍스 교체
- 2020년 2월 8일 교내 무선 AP 설치
- 2020년 2월 14일 제36회 졸업식(222명, 누계 14227명)
- 2020년 2월 29일 교내 LED등 교체
- 2020년 3월 1일 53학급 편성(특수 2)
- 2024년 4월 25일 개교 40주년

## 참고 자료
- 서울성일초등학교 - 한국교육학술정보원 학교알리미